# Aspedamita
L'aspedamita és un mineral de la classe dels òxids. Rep el seu nom de la localitat on va ser descoberta, Aspedammen, a Halden (Østfold, Noruega). Va ser aprovada per l'Associació Mineralògica Internacional l'any 2011.

## Característiques
L'aspedamita és un heteropoliniobat de fórmula química ☐₁₂(Fe₃+2Fe2+)Nb₄(ThNb9Fe₃+2 Ti4+O42)(H₂O)9(OH)₃, isostructural amb la menezesita. Cristal·litza en el sistema isomètric, en forma de cristalls euèdrics dodecahedrals i cubs de fins a 50 micres.

## Formació i jaciments
Es troba en pegmatites de granit, en monazites alterades, juntament amb monazita-(Ce) i columbita-(Fe). La seva localitat tipus es troba a Herrebøkasa (Aspedammen, (Østfold), i també se n'ha trobat a Virikkollen (Haneholmveien, Vestfold), totes dues localitats a Noruega.